# Барвинок (Черкасская область)
Барвинок (укр. Барвінок) — село в Звенигородском районе Черкасской области Украины.
Население по переписи 2001 года составляло 54 человека. Почтовый индекс — 20231. Телефонный код — 4740.

## Местный совет
20231, Черкасская обл., Звенигородский р-н, с. Чемериское